# Sự nghiệp điện ảnh của Thành Long

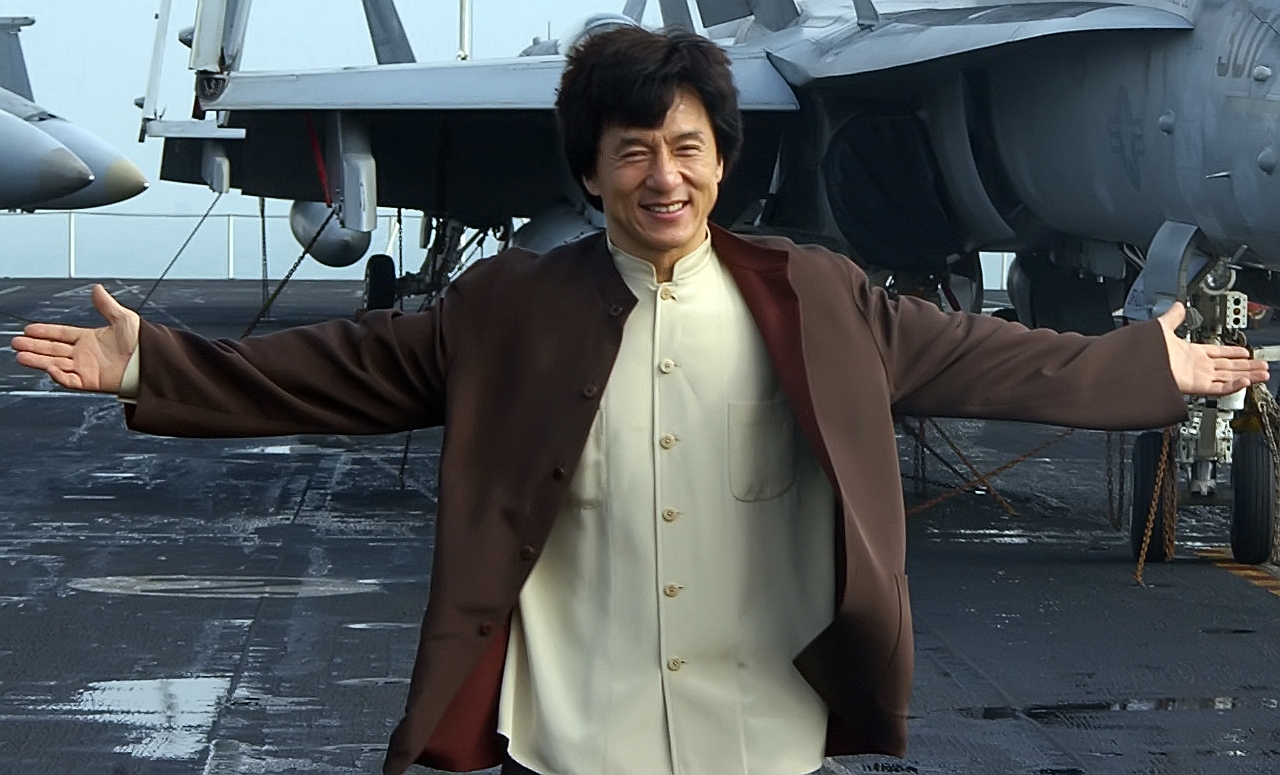
Thành Long trên hàng không mẫu hạm USS Kitty Hawk vào năm 2002.

Sự nghiệp của nam diễn viên người Hồng Kông Thành Long đã kéo dài gần sáu thập kỷ. Ông trở nên nổi tiếng nhờ những đóng góp to lớn cho nghệ thuật thứ bảy, với vai trò là một diễn viên, người chỉ đạo võ thuật,diễn viên đóng thế, nhà sản xuất phim và ca sĩ.

## Phim điện ảnh
Tiểu Quyền Quái Chiêu 2 (1983)
Dương Môn Nữ Tướng (2011)
Tân Thiếu Lâm Tự (2011)
Đại nghiệp kiến quốc (2009)
Đi Tìm Thành Long (2009)
Định Chế Tư Nhân (2013)
Biệt Đội Cứu Hỏa (2014)
Cuộc Đua Thần Tốc (1981)
Đại Đường Huyền Trang (2016)
Tây Tạng Tiểu Tử (1992)
| Năm        | Phim                                                | Tiếng Việt                                             | Vai diễn                      | Ghi chú                                               |
| ---------- | --------------------------------------------------- | ------------------------------------------------------ | ----------------------------- | ----------------------------------------------------- |
| 1962       | 大小黄天霸 Big and Little Wong Tin Bar              | Đại Tiểu Hoàng Thiên Bá                                | Trẻ em                        |                                                       |
| 1963       | 梁山伯與祝英台 The Love Eterne                      | Lương Sơn Bá - Chúc Anh Đài                            | Trẻ em                        |                                                       |
| 1964       | 秦香蓮 The Story of Qin Xiang Lin                   | Tần Hương Liên                                         | Trẻ em                        |                                                       |
| 1966       | 兩湖十八鏢 (下集) The Eighteen Darts (Part 1)       | Lưỡng Hồ Thập Bát Tiêu (phần 1)                        | Trẻ em                        |                                                       |
| 1966       | 兩湖十八鏢(上集) The Eighteen Darts (Part 2)        | Lưỡng Hồ Thập Bát Tiêu (phần 2)                        | Trẻ em                        |                                                       |
| 1966       | 大醉俠 Come Drink with Me                           | Đại Túy Hiệp                                           | Trẻ em                        |                                                       |
| 1970       | 荒江女俠 Lady of Steel                              | Nữ Hiệp Hoàng Giang                                    | Bé Beggar                     |                                                       |
| 1971       | 刀不留人 The Blade Spares None                      | Đao bất lưu nhân                                       | Kẻ thù                        |                                                       |
| 1971       | 鬼怒川 The Angry River                              | Quỷ Nộ Xuyên                                           | Bảo vệ                        |                                                       |
| 1971       | 俠女 A Touch of Zen                                 | Hiệp Nữ                                                | Vai phụ                       |                                                       |
| 1972       | 精武門 Fist of Fury                                 | Tinh Võ Môn                                            | Học sinh của                  |                                                       |
| 1972       | 合氣 Hapkido                                        | Hapkito                                                | Học sinh của Gấu Đen          |                                                       |
| 1972       | 唐人客 The Brutal Boxer                             | Bạo Sĩ                                                 | Du côn                        |                                                       |
| 1972       | 死亡遊戲 Game of Death                              | Trò Chơi Tử Thần                                       | Fan Hải Tiến                  |                                                       |
| 1972       | 香港過客 Stranger in Hong Kong                      | Kẻ Lạ Từ Hồng Kông                                     | Vai phụ                       |                                                       |
| 1973       | 龍爭虎鬥 Enter the Dragon                           | Long Tranh Hổ Đấu                                      | Du côn nhà tù Hán             |                                                       |
| 1973       | 北地胭脂 Facets of Love                             | Bắc Địa Yên Chi                                        | Hiếu Lưu                      |                                                       |
| 1973       | 頂天立地 Eagle Shadow Fist/ Not Scared to Die       | Đỉnh Thiên Lập Địa                                     | Si To                         | Kiêm chỉ đạo hành động                                |
| 1973       | 女警察 Police Woman                                 | Nữ cảnh sát                                            | Lãnh đạo băng đảng            |                                                       |
| 1973       | 鐵娃 Kung Fu Girl                                   | Thiết Oa                                               | Du côn Nhật Bản               | Kiêm chỉ đạo võ thuật                                 |
| 1973       | 廣東小老虎 Little Tiger of Canton                   | Quảng Đông Tiểu Lão Hổ                                 | Jackie                        | Kiêm chỉ đạo hành động                                |
| 1973       | 碼頭大決鬥 Chinese Hercules/ Freedom Strikes a Blow | Mã Đầu Đại Quyết Đấu                                   | Du côn                        | Chỉ đạo hành động                                     |
| 1973       | 埋伏 Ambush                                         | Xoa Thủ                                                | Extra                         |                                                       |
| 1973       | 石破天驚 The Awaken Punch                           |                                                        | Du côn                        |                                                       |
| 1973       | 麒麟掌 Fist of Unicorn                              |                                                        | Du côn                        |                                                       |
| 1974       | 除霸 Fists of the Double K                          | Trừ Bá                                                 | Vai đóng thế                  |                                                       |
| 1974       | 金瓶雙艷 The Golden Lotus                           | Kim Bình Song Diễm                                     | Vai phụ                       |                                                       |
| 1974       | 四王一后 Supermen Against the Orient                | Tứ Vương Nhất Hậu                                      | Vai đóng thế                  | Kiêm chỉ đạo hành động                                |
| 1975       | 花飛滿城春 All in the Family                        | Hoa Phi Mãn Thành Xuân                                 | Vai phụ                       |                                                       |
| 1975       | 李小龍與我 Bruce Lee and I                          | Lý Tiểu Long và tôi                                    | Vai phụ                       |                                                       |
| 1975       | 拍案驚奇 No End of Surprises                        | Phách Án Kinh Kỳ                                       | Vai phụ                       |                                                       |
| 1975       | 密宗聖手 The Himalayan                              | Mật Tông Thành Thủ                                     | Vai đóng thế                  |                                                       |
| 1975       | 鐵漢柔情 The Young Dragons                          | Thiết Hán Nhu Tình                                     |                               | Chỉ đạo hành động                                     |
| 1976       | 新精武門之精武拳 New Fist of Fury                   | Tân Tinh Võ Môn                                        | Lung                          |                                                       |
| 1976       | 舞拳 Dance of Death                                 | Võ quyền                                               |                               | Chỉ đạo võ thuật                                      |
| 1976       | 少林木人巷 Shaolin Chamber of Death                 | Thiếu Lâm Mộc Nhân Hạng                                | A Hổ                          | Kiêm chỉ đạo hành động                                |
| 1976       | 少林門 Hand of Death                                | Thiếu Lâm Môn                                          | Tan Feng                      |                                                       |
| 1976       | 風雨雙流星 Killer Meteors                           | Phong Vũ Song Lưu Tinh                                 | Wa Wu-Bin                     | Kiêm chỉ đạo hành động                                |
| 1976       | 半斤八兩 The Private Eyes                           | Bán Công Bát Lạng                                      | Vai đóng thế                  |                                                       |
| 1977       | 三十六迷形拳 The 36 Crazy Fists                     | Tam Thập Lục Mê Hình Quyền                             | Vai phụ                       | Đồng chỉ đạo hành động                                |
| 1977       | 劍花煙雨江南 To Kill with Intrigue                  | Kiếm Hoa Yên Vũ Giang Nam                              | Cao Lei                       | Kiêm chỉ đạo hành động                                |
| 1978       | 蛇鶴八步 Snake & Crane Arts of Shaolin              | Xà Hạc Bát Bộ                                          | Hsu Yiu Fong                  | Kiêm chỉ đạo hành động                                |
| 1978       | 飛渡捲雲山 Magnificent Bodyguards                   | Phi Độ Quyền Vân Sơn                                   | Ting Chung                    | Kiêm chỉ đạo hành động                                |
| 1978       | 蛇形刁手 Snake in the Eagle's Shadow                | Xà Hình Điêu Thủ                                       | Chien Fu                      | Kiêm chỉ đạo hành động                                |
| 1978       | 醉拳 Drunken Master                                 | Túy quyền                                              | Hoàng Phi Hồng                |                                                       |
| 1978       | 拳精 Spiritual Kung-Fu                              | Quyền Tinh                                             | Yi-Lang                       | Kiêm chỉ đạo hành động                                |
| 1978       | 招半式闖江湖 Half a Loaf of Kung Fu                 | Chiêu Bán Thức Sấm Công Hồ(Giang Hồ Lãng Tử)           | Jiang                         | Kiêm chỉ đạo hành động                                |
| 1979       | 笑拳怪招 Fearless Hyena                             | Tiếu Quyền Quái Chiêu                                  | Shing Lung                    | Kiêm đạo diễn, chỉ đạo hành động                      |
| 1979       | 龍拳 Dragon Fist                                    | Long Quyền                                             | Tang How-Yuen                 | Kiêm chỉ đạo hành động                                |
| 1979       | 百戰保山河 Immortal Warriors                        | Bách Chiến Bảo Sơn Hà                                  |                               | Chỉ đạo hành động                                     |
| 1980       | 殺手壕 The Big Brawl                                | Sát thủ hào (Đấu Trường Sát Thủ)                       | Jerry Kwan                    | Kiêm chỉ đạo hành động                                |
| 1980       | 帥弟出馬 The Young Master                           | Suất đệ xuất mã (Tiểu Sư phụ)                          | A Long                        | Kiêm đạo diễn và chỉ đạo hành động                    |
| 1980       | 孖寶闖八關 Read Lips                                | Bảo sấm bát quan                                       |                               | Sản xuất                                              |
| 1981       | 老鼠街 The Gold-Hunters                             | Lão thử nhai                                           |                               | Sản xuất                                              |
| 1982       | 龍少爺 Dragon Lord                                  | Long thiếu gia                                         | Công tử A Long                | Kiêm đạo diễn, biên kịch và chỉ đạo hành động         |
| 1982       | 迷你特攻隊 Fantasy Mission Force                    | Mê nhĩ đặc công đội (Biệt Đội Rồng)                    | Sammy                         |                                                       |
| 1983       | 奇謀妙計五福星 Winners and Sinners                  | Kì mưu diệu kế ngũ phúc tinh (Kẻ Thắng NGười Thua)     | "CID 07"                      |                                                       |
| 1983       | A計劃 Project A                                     | Kế hoạch A                                             | Mã Như Long                   | Kiêm đạo diễn, biên kịch và chỉ đạo hành động         |
| 1984       | 快餐車 Wheels on Meals                              | Quán ăn lưu động (Anh HÙng Bán Dạo)                    | Thomas                        |                                                       |
| 1984       | Cannonball Run II                                   | Cuộc Đua Thần Tốc 2                                    | Jackie                        |                                                       |
| 1985       | 警察故事 Police Story                               | Câu chuyện cảnh sát                                    | Trần Gia Câu                  | Kiêm đạo diễn và chỉ đạo hành động                    |
| 1985       | 龍的心 Heart of Dragon                              | Trái tim rồng                                          | Ted                           |                                                       |
| 1985       | 威龍猛探 The Protector                              | Uy long mãnh tham (Người Bảo vệ)                       | Billy Wong                    |                                                       |
| 1985       | 福星高照 My Lucky Stars                             | Phúc tinh cao chiếu (Ngôi Sao May Mắn)                 | Kê Cốt Thảo                   |                                                       |
| 1985       | 夏日福星 Twinkle, Twinkle Lucky Stars               | Những ngôi sao may mắn (Ngôi sao may mắn 2)            | Kê Cốt Thảo                   |                                                       |
| 1987       | A計劃續集 Project A Part II                         | Kế hoạch A II                                          | Mã Như Long                   | Kiêm đạo diễn và chỉ đạo hành động                    |
| 1987       | 龍兄虎弟 Armour of God                              | Long huynh hổ đệ (Đi Tìm Bảo Kiếm) (Áo Giáp Thượng đế) | Jackie Condor                 | Kiêm đạo diễn, và chỉ đạo hành động                   |
| 1987       | 良青花奔月 That Enchanting Night                    | Lương thanh hoa bôn nguyệt                             |                               | Sản xuất                                              |
| 1988       | 警察故事續集 Police Story 2                         | Câu chuyện cảnh sát 2                                  | Thanh tra Trần Gia Câu        | Kiêm đạo diễn và chỉ đạo hành động                    |
| 1988       | 飛龍猛將 Dragons Forever                            | Rồng bất tử                                            | Luật sư Long Ước Hàn          |                                                       |
| 1988       | 霸王花 The Inspector Wears Skirts                   | Bá vương hoa                                           |                               | Sản xuất                                              |
| 1988       | 胭脂扣 Rouge                                        | Yên chi khấu                                           |                               | Sản xuất                                              |
| 1989       | 奇蹟 Miracles                                       | Kỳ tích                                                | Quách Chấn Hoa                | Kiêm đạo diễn, biên kịch, sản xuất, chỉ đạo hành động |
| 1989       | 神勇飛虎霸王花 The Inspector Wears Skirts II        | Thần dũng phi hổ bá vương hoa                          |                               | Sản xuất                                              |
| 1990       | 火燒島 Island of Fire                               | Đảo lửa                                                | Đại Chùy                      |                                                       |
| 1990       | 最佳賊拍檔 The Outlaw Brothers                      | Tối giai tặc phách đương                               |                               | Chỉ đạo hành động                                     |
| 1990       | 舞台姊妹 Stage Door Johnny                          | Vũ thai tỉ muội                                        |                               | Sản xuất                                              |
| 1990       | 西環的故事 Story of Kennedy Town                    | Tây Hoàn đích cố sự                                    |                               | Sản xuất                                              |
| 1991       | 飛鷹計劃 Armour of God II: Operation Condor         | Kế hoạch Phi Ưng 2 (Áo Giáp Thượng đế 2)               | Jackie Condor                 | Kiêm đạo diễn, chỉ đạo hành động, sản xuất            |
| 1991       | 火爆浪子 Angry Ranger                               | Hỏa bạo lãng tử                                        |                               | Sản xuất                                              |
| 1992       | 警察故事III超級警察 Police Story 3                  | Câu chuyện cảnh sát III: Siêu cấp cảnh sát             | Thanh tra Trần Gia Câu        |                                                       |
| 1992       | 雙龍會 The Twin Dragons                             | Song long hội (Rồng Sinh Đôi)                          | Hai anh em họ Mã              | Kiêm chỉ đạo hành động                                |
| 1992       | 危險情人 The Shootout                               | Tình nhân nguy hiểm                                    |                               | Sản xuất                                              |
| 1993       | 城市獵人 City Hunter                                | Thành thị điệp nhân                                    | Ryo Saeba                     |                                                       |
| 1993       | 重案組 Crime Story                                  | Tổ trọng án (Câu Chuyện Tội Phạm)                      | Thanh tra Trần Gia Câu        | Kiêm chỉ đạo hành động                                |
| 1994       | 醉拳II Drunken Master II                            | Túy quyền II                                           | Hoàng Phi Hồng                | Kiêm đạo diễn, chỉ đạo hành động                      |
| 1995       | 霹靂火 Thunderbolt                                  | Phích lịch hỏa                                         | Trần Phương Tổ                | Kiêm chỉ đạo hành động                                |
| 1995       | 紅番區 Rumble in the Bronx                          | Náo loạn phố Bronx                                     | Cường                         | Kiêm chỉ đạo hành động                                |
| 1996       | 警察故事IV之簡單任務 Police Story 4: First Strike   | Câu chuyện cảnh sát 4: Nhiệm vụ đơn giản               | Thanh tra Trần Gia Câu        | Kiêm chỉ đạo hành động                                |
| 1997       | 一個好人 Mr. Nice Guy                               | Chàng trai tốt bụng                                    | Jackie                        |                                                       |
| 1998       | Rush Hour                                           | Giờ cao điểm                                           | Thanh tra Lee                 |                                                       |
| 1998       | 我是誰 Who Am I?                                    | Tôi là ai?                                             | Tôi là ai                     | Kiêm đạo diễn, chỉ đạo hành động và biên kịch         |
| 1998       | 幻影特攻 Hot War                                    | Huyễn ảnh đặc công                                     |                               | Sản xuất                                              |
| 1999       | 玻璃樽 Gorgeous                                     | Pha lê tôn (Bản Linh Đàn Ông)                          | Trần Tử Ngọ                   | Kiêm chỉ đạo hành động, sản xuất và biên kịch         |
| 1999       | 特警新人類 Gen-X Cops                               | Đặc cảnh tân nhân loại                                 | Người đánh cá (vai khách mời) |                                                       |
| 2000       | Shanghai Noon                                       | Trưa Thượng Hải                                        | Chon Wang                     |                                                       |
| 2001       | Rush Hour 2                                         | Giờ cao điểm 2                                         | Thanh tra Lee                 |                                                       |
| 2001       | 特務迷城 The Accidental Spy                         | Đặc vụ mê thành (Điệp Viên Bắt Đắc Dĩ)                 | Viên Tiểu Bắc                 | Đồng sản xuất                                         |
| 2002       | The Tuxedo                                          | Bộ Vest Tuxedo                                         | Jimmy Tong                    |                                                       |
| 2003       | The Medallion                                       | Huy hiệu rồng                                          | Eddie Yang                    |                                                       |
| 2003       | 千機變 The Twins Effect                             | Thiên cơ biến                                          | Jackie                        |                                                       |
| 2003       | Shanghai Knights                                    | Hiệp sĩ Thượng Hải                                     | Chon Wang                     |                                                       |
| 2004       | 新警察故事 New Police Story                         | Tân câu chuyện cảnh sát                                | Thanh tra Trần Quốc Vinh      | Kiêm chỉ đạo hành động                                |
| 2004       | 千機變 II - 花都大戰 Twins Effect II                | Thiên cơ biến II - Hoa Đô đại chiến                    | Thần tình yêu (vai khách mời) |                                                       |
| 2004       | Around the World in 80 Days                         | 80 ngày vòng quanh thế giới                            | "Passepartout"                |                                                       |
| 2004       | 大佬愛美麗 Enter the Phoenix                        | Đại lão ái mỹ lệ                                       | Ông Chan (vai khách mời)      |                                                       |
| 2005       | 神話 The Myth                                       | Thần thoại                                             | Tướng quân Mông Nghị Jack     | Kiêm chỉ đạo hành động                                |
| 2005       | 長恨歌 Everlasting Regret                           | Trường hận ca                                          |                               | Nhà sản xuất                                          |
| 2006       | 寶貝計劃 Rob-B-Hood                                 | Kế hoạch Baby                                          | Nhân Tự Thác                  | Kiêm chỉ đạo hành động, sản xuất và biên kịch         |
| 2007       | Rush Hour 3                                         | Giờ cao điểm 3                                         | Thanh tra Lee                 |                                                       |
| 2008       | The Forbidden Kingdom                               | Vua Kung Fu                                            | Lỗ Yến                        |                                                       |
| 2008       | Kung Fu Panda                                       | Kung Fu Panda                                          | Sư phụ khỉ (lồng tiếng)       |                                                       |
| 2008       | 武术 Wushu                                          | Võ thuật                                               |                               | Giám đốc sản xuất                                     |
| 2008       | 新宿事件 Shinjuku Incident                          | Tân Túc sự kiện (Đại Náo Shinjuku)                     | Thiết Đầu                     | Đang sản xuất                                         |
| 2010       | Kung Fu Panda 2                                     | Kung Fu Panda 2                                        | Sư phụ khỉ (lồng tiếng)       | Tiền sản xuất                                         |
| 2010       | The 12 Chinese Zodiac Animals                       | 12 con giáp                                            | Asian Hawk                    | đạo diễn Stanley Tong                                 |
| 2010       | 鄰家特工 The Spy Next Door                          | Gián điệp vú em                                        | Gián điệp CIA Bob Ho          |                                                       |
| 2010       | 功夫夢 The Karate Kid (2010)                        | Cậu bé Karate (Môn Đệ Karate 2)                        | Ông Han                       |                                                       |
| 2010       | 大兵小将 Little Big Soldier                         | Đại binh tiểu tướng                                    | Big Soldier                   | Sản xuất và biên kịch                                 |
| 2011       | 1911                                                | Cách mạng Tân Hợi                                      | Hoàng Hưng                    |                                                       |
| 2012       | Chinese Zodiac                                      | 12 con giáp                                            | JC                            |                                                       |
| 2013       | Police Story 6                                      | Câu Chuyện Cảnh Sát 6                                  | Thanh tra Chung               |                                                       |
| 2015       | Dragon Blade 天将雄师                               | Kiếm Rồng                                              | Hoắc An                       |                                                       |
| 2015       | 我是谁 Who Am I?                                    | Tôi là ai                                              |                               | Giám chế                                              |
| 2016       | 绝地逃亡 Skiptrace                                  | Tẩu thoát ngoạn mục                                    | Bennie                        |                                                       |
| 2016       | 铁道飞虎 Railroad Tigers                            | Đường sắt Phi Hổ (Biệt Đội Mãnh Hổ)                    | Mã Nguyên                     |                                                       |
| 2017       | 功夫瑜伽 Kungfu Yoga                                | Kungfu Yoga                                            | Jack                          |                                                       |
| 2017       | 机器之血 Bleeding Steel                             | Cơ khí chi huyết                                       |                               |                                                       |
| 2017       | 英伦对决 The Foreigner                              | Quyết đấu England (Kẻ Ngoại Tộc)                       | Ngô Mẫn Tuyền                 |                                                       |
| Chưa chiếu | 中国游记                                            | Trung Hoa du ký                                        |                               |                                                       |
| Chưa chiếu | 红海行动                                            | Hành động biển đỏ                                      |                               | Khách mời                                             |

## Phim tài liệu
| Năm  | Phim                                                                   | Tiếng Việt                                | Ghi chú                                         |
| ---- | ---------------------------------------------------------------------- | ----------------------------------------- | ----------------------------------------------- |
| 1990 | 金裝武術電影大全 The Best of the Martial Arts Films                    | Các bộ phim kungfu xuất sắc nhất          |                                                 |
| 1996 | Biography: "Jackie Chan: From Stuntman to Superstar"                   |                                           | A&E Network 8 tháng 10 năm 1996                 |
| 1998 | 成龙的传奇 Jackie Chan: My Story                                       | Câu chuyện về Thành Long                  |                                                 |
| 1999 | 成龍：我的特技 Jackie Chan: My Stunts                                  | Thành Long: Các kĩ thuật đóng thế         |                                                 |
| 2002 | 功夫片歲月 The Art of Action: Martial Arts in Motion Picture           | Công phu phiến tuế nguyệt                 |                                                 |
| 2003 | 電影香江：功夫世家 Cinema Hong Kong: Kung Fu                           | Điện ảnh Hồng Kông: Kung Fu               |                                                 |
| 2003 | 龍的深處：失落的拼圖 Traces of a Dragon: Jackie Chan & His Lost Family | Long đích thâm xử： Thất lạc đích bính đồ |                                                 |
| 2008 | A Touch of Beijing                                                     |                                           | Phim tài liệu về Thế vận hội Mùa hè 2008        |
| 2008 | Mega Cities: Hong Kong                                                 |                                           | National Geographic Channel 20 tháng 6 năm 2008 |